# The Incredible Hulk (soundtrack)
The Incredible Hulk (Original Motion Picture Score) is de originele soundtrack voor de Marvel Studios-film The Incredible Hulk, gecomponeerd door Craig Armstrong. Het album werd op 13 juni 2008 uitgebracht door Marvel Music.
De partituur werd eind 2007 gedurende vier dagen opgenomen in een kapel aan de Bastyr University, gelegen in Kenmore, Washington. Pete Lockett speelde etnische instrumenten in de partituur, die in Londen werden opgenomen en samen met het orkest en elektronische muziek werden gemixt. De muziek werd georkestreerd en gedirigeerd door Matt Dunkley.

## Tracklijst
Alle muziek is geschreven door Craig Armstrong.
| Nr. | Titel                                                                             | Duur |
| --- | --------------------------------------------------------------------------------- | ---- |
| 1.  | The Arctic                                                                        | 2:46 |
| 2.  | Main Title                                                                        | 2:38 |
| 3.  | Rocinha Favela                                                                    | 3:11 |
| 4.  | A Drop of Blood                                                                   | 1:35 |
| 5.  | The Flower                                                                        | 2:49 |
| 6.  | Ross' Team                                                                        | 1:33 |
| 7.  | Mr. Blue                                                                          | 1:03 |
| 8.  | Favela Escape                                                                     | 3:35 |
| 9.  | It Was Banner                                                                     | 1:31 |
| 10. | That Is the Target                                                                | 5:33 |
| 11. | Bruce Goes Home (bevat "The Lonely Man" van The Incredible Hulk door Joe Harnell) | 1:24 |
| 12. | Ross and Blonsky                                                                  | 3:15 |
| 13. | Return to Culver University                                                       | 2:38 |
| 14. | The Lab                                                                           | 1:16 |
| 15. | Reunion                                                                           | 3:37 |
| 16. | The Data/The Vial                                                                 | 1:20 |
| 17. | They're Here                                                                      | 3:06 |
| 18. | Give Him Everything You've Got                                                    | 6:08 |
| 19. | Bruce Can't Stay                                                                  | 1:53 |
| 20. | First Injection                                                                   | 1:02 |
| 21. | Is It Safe?                                                                       | 1:06 |
| 22. | Hulk Theme                                                                        | 3:59 |

| Nr. | Titel                    | Duur |
| --- | ------------------------ | ---- |
| 1.  | Saved from the Flames    | 0:53 |
| 2.  | Grotto                   | 2:53 |
| 3.  | Arrival at the Motel     | 1:47 |
| 4.  | I Can't                  | 2:15 |
| 5.  | Abomination Alley        | 3:56 |
| 6.  | They Found Bruce         | 2:51 |
| 7.  | Bruce Looks for the Data | 1:05 |
| 8.  | Cab Ride in NYC          | 1:17 |
| 9.  | The Mirror               | 1:17 |
| 10. | Stern's Lab              | 4:16 |
| 11. | Bruce Darted             | 3:00 |
| 12. | I Want It, I Need It     | 1:35 |
| 13. | Blonsky Transforms       | 1:15 |
| 14. | Bruce Must Do It         | 2:11 |
| 15. | Harlem Brawl             | 3:50 |
| 16. | Are They Dead?           | 2:40 |
| 17. | Hulk Smash               | 2:24 |
| 18. | Hulk and Betty           | 1:49 |
| 19. | A Tear                   | 1:00 |
| 20. | Who's We?                | 0:55 |
| 21. | The Necklace             | 1:44 |
| 22. | Bruce and Betty          | 5:06 |
| 23. | Hulk Theme (End Credits) | 3:58 |